# Trehörna socken
Trehörna socken i Östergötland  ingick i Lysings härad (före 1895 även delar Norra Vedbo härad), ingår sedan 1971 i Ödeshögs kommun och motsvarar från 2016 Trehörna distrikt.
Socknens areal är 97,10 kvadratkilometer, varav 92,48 land. År 2000 fanns här 370 invånare. Kyrkbyn Trehörna med sockenkyrkan Trehörna kyrka ligger i denna socken. 

## Administrativ historik
Trehörna församling bildades 1652 efter att förslaget den 20 december 1643 av drottning Kristinas förmyndarregering getts konfirmationsbrev. Till församlingen tillfördes 7 1/8 mantal från Stora Åby församling, 4 3/8 mantal från Linderås församling och 1 1/4 mantal från Säby församling. Motsvarande jordebokssocken överfördes från Stora Åby socken vid en tidpunkt mellan 1714 och 1719. Delarna i Norra Vedbo härad bildade skatar tills detta reglerades 1895.
4 september 1862 och 14 juli 1865 tillades 2 13/16 mantal från Säby (Bråmålen, Bärtilstugan, Jägersholm, Lärkemålen, Skärpan, Sävsjön, Boshem, Rödje, Lillfall och Ödebjörnarp) och 1863 1/4 mantal från Stora Åby (Lilla Sandkulla?).  
År 1895 överfördes huvuddelen av de områden som legat Nora Vedbo härad, Jönköpings län till Lysings häras och Östergötlands län. Samtidigt överfördes några fastigheter i kyrkligt avseende från Trehörna till Linderås och Säby.
1905 tillkom 4 mantal från Rinna socken i Göstrings härad (Bjärsjö m.fl.). 
Vid kommunreformen 1862 övergick socknens ansvar för de kyrkliga frågorna till Trehörna församling och för de borgerliga frågorna till Trehörna landskommun. Landskommunen inkorporerades 1952 i Alvastra landskommun som 1969 uppgick i Ödeshögs landskommun som sedan 1971 ombildades till Ödeshögs kommun. Församlingen uppgick 2006 i Ödeshögs församling.
1 januari 2016 inrättades distriktet Trehörna, med samma omfattning som församlingen hade 1999/2000.  
Socknen har tillhört samma fögderier och domsagor som Lysings härad.  De indelta soldaterna tillhörde Första livgrenadjärregementet, Ombergs kompani, eller Andra livgrenadjärregementet, Vadstena kompani, eller Jönköpings regemente, Norra Vedbo kompani och Smålands husarregemente, Livskvadronen, livkompniet.

## Gårdar
Lista över gårdar i socknen som tidigare hörde till Stora Åby socken. Smålandsgårdarna (tidigare Linderås och Säby socken) finns ej omnämnda i referensen.
| Gård                | Mantal |
| ------------------- | ------ |
| Fogeltorp           | 1⁄2    |
| Ekeberg med Lassarp | 1      |
| Fagerhult           | 1⁄8    |
| Fiflefall           | 1⁄4    |
| Hallången           | 1⁄8    |
| Hult                | 1      |
| Hålan               | 1⁄2    |
| Höganskog           | 1⁄4    |
| Olstorp             | 1⁄2    |
| Porten (Tullporten) | 1⁄8    |
| Pukeryd             | 1⁄4    |
| Råttenåsa           | 1⁄8    |
| Slangeryd           | 1      |
| Svärdstorp          | 1⁄8    |
| Trehörna säteri     | 1      |
| Vättersborg         | 1⁄4    |
| Ödemark             | 1⁄4    |

## Geografi
Trehörna socken ligger inom Hålaveden på båda sidor av gränsen mellan Småland och Östergötland. Socknen är en höglänt skogsbygd med ett 30-tal sjöar.

## Fornlämningar
Kända från socknen är gravrösen från bronsåldern eller äldre järnåldern.

## Namnet
Namnet kommer från säteriet Trehörna (1321 Trähyrno) som bär ett äldre namn på Trehörnasjön, Thrähyrne, sjön med tre horn (vikar)'.
Socken har också burit namnet Sankt Johannis.

### Fotnoter
1. 1 2  Svensk Uppslagsbok andra upplagan 1947–1955: Trehörna socken
2. 1 2  Harlén, Hans; Harlén Eivy (2003). Sverige från A till Ö: geografisk-historisk uppslagsbok. Stockholm: Kommentus. Libris 9337075. ISBN 91-7345-139-8
3. ↑  ”Församlingar”. Statistiska centralbyrån. https://www.scb.se/hitta-statistik/regional-statistik-och-kartor/regionala-indelningar/forsamlingar/. Läst 30 december 2022.
4. ↑  Administrativ historik för Trehörna socken (Klicka på församlingsposten). Källa: Nationella arkivdatabasen, Riksarkivet.
5. ↑  Trehörna socken i Anton Ridderstad, Historiskt, geografiskt och statistiskt lexikon öfver Östergötland (1875–1877)
6. 1 2  Sjögren, Otto (1931). Sverige geografisk beskrivning del 2 Östergötlands, Jönköpings, Kronobergs, Kalmar och Gotlands län. Stockholm: Wahlström & Widstrand. Libris 9939
7. 1 2  Nationalencyklopedin
8. ↑  Fornlämningar, Statens historiska museum: Trehörna socken
9. ↑  Fornminnesregistret, Riksantikvarieämbetet: Trehörna socken Fornminnen i socknen erhålls på kartan genom att skriva in sockennamn (utan "socken") i "Ange geografiskt område"
10. ↑  Mats Wahlberg, red (2003). Svenskt ortnamnslexikon. Uppsala: Institutet för språk och folkminnen. Libris 8998039. ISBN 91-7229-020-X. https://isof.diva-portal.org/smash/get/diva2:1175717/FULLTEXT02.pdf